# Rico, Oskar und der Diebstahlstein (Film)
Rico, Oskar und der Diebstahlstein ist ein deutscher Kinderfilm von Neele Vollmar, der am 28. April 2016 in den deutschen Kinos startete. Der Film basiert auf dem 2011 im Carlsen Verlag veröffentlichten gleichnamigen dritten Buch der Reihe Rico und Oskar von Andreas Steinhöfel und ist die Fortsetzung von Rico, Oskar und die Tieferschatten (2014) und Rico, Oskar und das Herzgebreche (2015).

## Handlung
Seit dem letzten Abenteuer von Rico und Oskar wohnen mittlerweile auch Oskar und sein Vater Lars in der Dieffenbachstraße 93. 
Ein anderer Freund, der skurrile Nachbar Fitzke, stirbt und vererbt Rico seine umfangreiche Steinesammlung, die angeblich sein ganzes Vermächtnis darstellt. Rico hört in der leerstehenden Wohnung des Verstorbenen Einbrecher und stellt später fest, dass ein wichtiger Stein gestohlen wurde. Schnell haben er und Oskar eine Spur entdeckt, welche sie auf eine spontane Reise an die Ostsee führt. Dort spionieren sie einem jungen Gangster-Paar sogar bis an den FKK-Strand hinterher, um am Ende jedoch ohne den fehlenden Stein nach Berlin zurückzukehren. Bei einem unverhofften Zusammentreffen mit der Diebin, die eigentlich einen wirklich wertvollen Rubin stehlen wollte, einigt sich Rico mit ihr auf die Rückgabe seines Steins.

## Hintergrund
Die Dreharbeiten zu Rico, Oskar und der Diebstahlstein begannen am 16. Juni 2015 und fanden bis zum 11. August 2015 in Leipzig, Berlin und an der Ostsee statt.

## Unterschied zum Buch
- Während Rico und Oskar im Buch Fitzkes Leiche im Treppenhaus finden, stirbt er im Film vor ihren Augen in seiner Wohnung.
- Julia ist im Gegensatz zum Buch nicht Klara Bonhöffers Enkelin, sondern ihre Tochter. Deshalb existiert ihr Vater Herbert (im Buch Klaras Sohn) erst überhaupt nicht.
- Da der Hausmeister Mommsen in den Filmen nicht existiert, erfahren Rico und Oskar durch Frau Dahling von Julia.
- Durch das Fehlen Herberts finden Rico und Oskar die Adresse nach Prerow nicht in seiner Wohnung, sondern in der Fitzkes.
- Da Berts ebenfalls nicht in die Filme übernommen wurde, stellen sich Rico und Oskar nicht mit ihm, sondern mit Herrn Kiesling und seinem festen Freund Tom (im Buch Ulf Brauscher) gegen Justin. Während im Buch nur einer der beiden mangels Platz (in diesem Falle Oskar) mit Rainer Kiesling mitfahren kann, haben diesmal beide Platz.

## Rezeption
Die Deutsche Film- und Medienbewertung (FBW) versah den Film mit einem Prädikat, denn „diese Welt ist wie immer liebevoll gestaltet, Setting und Ausstattung sind absolut stimmig. Doch dieses Mal wird der Kosmos von Rico und Oskar um einen spannenden Handlungsort am Meer erweitert. Und auch hier stimmt alles, einschließlich der großartigen skurrilen Nebenfiguren, die von einem wie immer gut gelaunten Ensemble hochkarätiger Darsteller verkörpert werden, darunter dieses Mal Fahri Yardım, Friederike Kempter, Detlev Buck und Heike Makatsch. Spannung und Komik halten stets eine gute Balance, und immer wieder gibt es auch rührende Momente, ob nun zwischen Oskar und seinem Vater oder den beiden besten Freunden, die sich mittlerweile ergänzen wie Butter und Schokoaufstrich.“ Abschließend hieß es, der Film sei „der krönende Abschluss einer Kinder- und Familienfilmreihe, die alles richtig gemacht hat. Mehr Spaß und mehr Charme kann Kinderkino nicht versprühen“.